# Thomas Heinonen
Thomas Heinonen, född 1973, är en norsk låtskrivare. Han har tävlat i den finska, norska samt ukrainska finalen av Eurovision Song Contest. Han har bland annat skrivit låten Welcome the World som medverkade i Finlands uttagning till Eurovisionsschlagerfinalen 2001, tillsammans med Susie Päivärinta och Nestor Geli.
I Norsk Melodi Grand Prix 2001 deltog han med Looking for Love (framförd av Rasmus Høgset). Låten var skriven i samarbete med popartisten Jan Johansen.